# Insomnia (Mastermind)
Insomnia is het zevende studioalbum van Mastermind uit New Jersey. Het album werd al aangekondigd voor een release in 2006, de EP Broken uit 2005 gaf al een voorproefje met nummer Broken. Daarna werd het echter stil rond de band. Pas in 2010 kwam Insomnia uit op een klein Fins platenlabel Lion Music. De toetsenist Jens Johansson is Fins. Het album liet een tredbreuk zien ten opzichte van het laatstbekende volledige album Angels of the apocalypse. Er was nauwelijks meer sprake van progressieve rock of progmetal. Het album bevat meer doorsnee rock. Insomnia is vooralsnog heet laatstbekende album, de band liet niet meer van zich horen.

## Musici
- Bill Berends – gitaar, gitaarsynthesizer, basgitaar, zang
- Rich Berends – slagwerk, percussie
- Tracy McShane – zang
- Jens Johansson – toetsinstrumenten

Met
- Chris Eike –basgitaar (track 3 en 6)
- Greg Hagen – basgitaar (track 7)
- Timothy Spillane – basgitaar tijdens concertreeks

## Muziek
Alles van Bill Berends, teksten van No answer tevens van McShane

| Nr. | Titel          | Duur |
| --- | -------------- | ---- |
| 1.  | Desire         | 5:33 |
| 2.  | Break me down  | 3:29 |
| 3.  | One more night | 5;23 |
| 4.  | Meltdown       | 4;13 |
| 5.  | Piggy world    | 4:42 |
| 6.  | No answer      | 4:08 |
| 7.  | Broken         | 4:22 |
| 8.  | Night flier    | 3:49 |
| 9.  | Nietzsche      | 5;23 |
| 10. | Last cigarette | 9:16 |